# Kuglefisk-familien
Kuglefisk-familien (Tetraodontidae) er en familie af tropiske saltvandsfisk. Primære føde er skaldyr, men i princippet er de altædende. Navnet skyldes en forsvarsmetode med at puste sig op sådan at en samling pigge, som normalt ligger ned, bliver rejst og stritter ud til alle sider. Derudover er de ekstremt giftige takket være tetradotoxin, men alligevel er flere af arterne efterspurgte spisefisk (fugu).

## Klassifikation
Familie: Tetraodontidae
- Slægt: Amblyrhynchotes
- Slægt: Auriglobus
- Slægt: Carinotetraodon
- Slægt: Chelonodon
- Slægt: Chonerhinos
- Slægt: Colomesus
- Slægt: Contusus
- Slægt: Ephippion
- Slægt: Feroxodon
- Slægt: Fugu
- Slægt: Guentheridia
- Slægt: Javichthys
- Slægt: Marilyna
- Slægt: Monotretus
- Slægt: Omegophora
- Slægt: Pelagocephalus
- Slægt: Polyspina
- Slægt: Reicheltia
- Slægt: Takifugu
- Slægt: Tetractenos
- Slægt: Torquigener
- Slægt: Tylerius
- Slægt: Xenopterus
- Underfamilie: Tetraodontinae
  - Slægt: Arothron
  - Slægt: Lagocephalus
  - Slægt: Sphoeroides
  - Slægt: Tetraodon
- Underfamilie: Canthigastrinae
  - Slægt: Canthigaster